# Гилл, Эрик
Эрик Гилл (англ. Arthur Eric Rowton Gill; 22 февраля 1882[…], Брайтон, Восточный Суссекс — 17 ноября 1940[…], Хиллингдон, Большой Лондон) — английский скульптор, гравер и автор. Через много лет после смерти получил дополнительную скандальную известность в связи со ставшими достоянием публики текстами дневников, где описываются акты супружеской неверности, зоофилии и инцеста. Созданные Гиллом предметы эротического искусства вероятно были вдохновлены его дочерьми. В связи с этим биографическим открытием наследие Гилла и отношение к нему подверглись пересмотру.

## Биография
Политические взгляды Гилла с течением времени менялись. Исповедовал католицизм. Скончался от рака лёгких.

## Творчество
На Гилла оказали влияние восточное искусство, философия Индии и Цейлона. Работал как с деревом, так и с камнем. Первым его получившим успех творением стало Mother and Child (1912). Затем художник создал и другие, в их числе несколько военных мемориалов и церковные скульптуры в Вестминстере и Лондоне. Многие из них получили известность. Создал Эссе о типографике, в котором описал историю типографики.
В 1934 посетил Иерусалим, где работал в Рокфеллеровском музее. В 1938—1939 как архитектор построил церковь в Горлестоне. Его попытка создать сносный арабский шрифт потерпела неудачу и была отвергнута. Создал некоторое количество эротических гравюр и написал большое число эссе на тему отношений искусства и религии. Иллюстрировал книги.
Королевское общество искусств присвоило Гиллу высокий титул Royal Designer for Industry.

## Личная жизнь
Был женат. Остальные аспекты личной жизни Гилла не были широко известны до публикации в 1989 году его биографии за авторством Фионы МакКарти. Если верить его дневниковым записям, Гилл имел сексуальные контакты со своими сёстрами, дочерьми и семейной собакой, а также изменял жене. Дочери Гилла позже вступили в браки и прожили счастливые жизни. Его приёмный сын по настоянию скульптора выбрал не подходившую ему профессию, часто менял работу и пил, по рассказам родственников, даже воруя работы самого Гилла ради продажи.

## В искусстве
- Изображён в романе Роба Магнусона Смита Scorper.
- Вероятно, Эрик Гилл стал прототипом Бенедикта Фладда в романе Антонии Байетт "Детская книга"